# Albert Van Damme
Albert Van Damme (né le 1er décembre 1940 à Laerne) est un coureur cycliste belge. Professionnel de 1964 à 1978 et spécialiste du cyclo-cross, il a notamment été champion du monde de la discipline en 1974 et six fois champion de Belgique. Son frère Daniel a également été coureur de cyclo-cross professionnel.

## Palmarès
| Saison / Compétition | Championnat du monde | Championnat de Belgique |
| 1959/1960            |                      | 7e                      |
| 1960/1961            | 9e                   |                         |
| 1961/1962            |                      | 2e                      |
| 1962/1963            | 6e                   | 1er                     |
| 1963/1964            | 5e                   | 3e                      |
| 1964/1965            | 6e                   | 1er                     |
| 1965/1966            |                      | 1er                     |
| 1966/1967            |                      |                         |
| 1967/1968            | 7e                   | 1er                     |
| 1968/1969            |                      |                         |
| 1969/1970            | Argent               | 1er                     |
| 1970/1971            | Argent               | 2e                      |
| 1971/1972            | 4e                   | 2e                      |
| 1972/1973            | 4e                   | 1er                     |
| 1973/1974            | Or                   | 2e                      |
| 1974/1975            | 5e                   |                         |
| 1975/1976            | 9e                   | 2e                      |
| 1976/1977            | 5e                   | 2e                      |
| 1977/1978            |                      | 4e                      |